# Hans Künster
Hans Künster (* 1927 in Köln) ist ein deutscher Schauspieler, Hörspiel- und Synchronsprecher.

## Leben
Künster besuchte während des Zweiten Weltkrieges in seiner Heimatstadt eine Schauspielschule und erhielt in der ersten Nachkriegssaison an den Städtischen Bühnen Köln sein erster Theaterengagement. Es folgten vier Jahre im Ensemble des Aachener Stadttheaters, am Staatstheater Kassel sowie einige Jahre am Theater am Dom in Köln. Zu seinen weiteren Theaterstationen gehören das Theater am Kurfürstendamm und das Kölner Volkstheater Theater im Vringsveedel, wo er zwischen 1977 und der Schließung 1986 als Partner der Theatergründerin Trude Herr auftrat.
Im Fernsehen war Künster seit Mitte der 1960er Jahre in Fernsehspielen und -filmen zu sehen. Er spielte unter der Regie von Wilhelm Semmelroth in Die höhere Schule und König Nicolo oder So ist das Leben, unter der Regie von Gert Westphal im Drama Leutnant Nant, als Meermann in Walter Davys Fantasy-Film Trilltrall und seine Brüder, neben Ulli Philipp in Die Mohrin nach Tankred Dorst sowie in Bühnenaufzeichnungen aus dem Theater am Dom wie 1970 neben Gunther Philipp in der Boulevard-Komödie Spiel nicht mit kleinen Mädchen. Daneben übernahm er Gastauftritte in Fernsehserien und -reihen wie Ein Fall für zwei, Sherlock Holmes und Tatort
Überdies arbeitete er als Sprecher für Filmsynchronisation und Hörspielproduktionen. Als Synchronsprecher lieh er seine Stimme unter anderem Don Pedro Colley in THX 1138, Pat Hingle in Tödliche Fracht und Die Ungezähmten, John Wengraf in Geheimagent T und Kirk Douglas in Teufelskreis Alpha. Außerdem synchronisierte er verschiedene Zeichentrickcharaktere für die ARD-Reihe Janoschs Traumstunde.

## Filmografie (Auswahl)
- 1964: Die höhere Schule
- 1965: König Nicolo oder So ist das Leben
- 1965: Leutnant Nant
- 1965: Trilltrall und seine Brüder
- 1967: Die Mohrin
- 1967: Kennwort Kettenhund
- 1968: Sherlock Holmes: Das Beryll-Diadem
- 1970: Spiel nicht mit kleinen Mädchen
- 1972: Tatort – Kressin und der Mann mit dem gelben Koffer
- 1978: Lady Audleys Geheimnis
- 1986: Als der Kuckuck nicht mehr rief - Katastrophe auf der Zeche Grimberg

## Hörspiele (Auswahl)
- 1975: Plim und die Bananenbande (Jan-Otto Sockenwohl), PEG
- 1989: Unternehmen Erdnussbutter, Karussell